# ドンキーコング (ゲームキャラクター・2代目)
- ドンキーコングシリーズ > コングファミリー > ドンキーコング (ゲームキャラクター・2代目)
- マリオシリーズ > キャラクター > コングファミリー > ドンキーコング (ゲームキャラクター・2代目)

ドンキーコング（2代目）（英:Donkey Kong、DK）は、任天堂のコンピュータゲームである「ドンキーコングシリーズ」および「マリオシリーズ」に登場する架空のキャラクター。本項では『スーパードンキーコング』（1994年）で初登場し、現在一般に「ドンキーコング」と呼ばれているキャラクターについて扱う。

## 概要
初登場は1994年発売のスーパーファミコン用ソフト『スーパードンキーコング』。当時では最先端の3DCGレンダリングでデザインされたゴリラ。初期の作品に登場していた先代ドンキーコング（クランキーコング）の孫であり、それまでのドンキーコングのイメージを残しつつ、極力本物の動物に近づけた設計がなされた、全く新しいキャラクター。目の周りに暗い影が入っており、頭のトンガリと、「DK」というマーク（"Donkey Kong"のイニシャル）の入った赤いネクタイがトレードマークである。

### 先代のドンキーコングとの関係
祖父である初代ドンキーコング（後のクランキーコング）と、2代目ドンキーコングはそれぞれ別のキャラクターであるが、同じ「ドンキーコング」の名前を持つため、オールスター系作品などでは彼らが一括りに扱われることも多い。『大乱闘スマッシュブラザーズシリーズ』においては2代目ドンキーが参戦しているが、『大乱闘スマッシュブラザーズX』や『大乱闘スマッシュブラザーズ for Nintendo 3DS / Wii U』の一人用モード「オールスター」では、初代『ドンキーコング』がリリースされた年である「1981年生まれ」という扱いになっている。姿やプロフィールは別人として扱われており、『大乱闘スマッシュブラザーズ for Wii U』のイベント戦の説明文でもそれが窺える。
しかし、便宜上「2代目」とされてはいるが、本項の2代目ドンキーは初代ドンキー（クランキー）の孫のため、血縁上ではクランキーの息子であるドンキーコングJr.が2代目にあたるが、現在の「2代目ドンキーコング」とは本項のドンキーコングを指す言葉となっている。さらに、2023年公開のアニメーション映画『ザ・スーパーマリオブラザーズ・ムービー』では前記と異なり、クランキーコングの息子という設定になっている。2023年4月26日には「Jr.が初代ドンキーの息子」「2代目が初代の孫」と解説されていた旧ニンテンドーオンラインマガジンの公式サイトがページ削除されている。本山一城版『ドンキーコング』やエニックスの下敷きでもクランキーコングの息子（ドンキーコングJr.と同一人物）という設定だった。

## 人物
一人称はアニメ版および『ドンキーコング64』では「ボク」、『マリオパーティ3』やGBA版『スーパードンキーコングシリーズ』では「オイラ」、それ以外の作品では「オレ」になっている（一部の作品、漫画では「オレ」あるいは「わし」の場合もある）。
現役時代は暴れることが多かったクランキーコングと違い、ヒーローらしく「気は優しくて力持ち」という言葉が当てはまる。ただし『スーパードンキーコング』のストーリーでディディーコングにバナナの見張りを頼んだり、先代のイメージも継承している。また、地元のジャングルでは支配者を気取っている。
『マリオvs.ドンキーコング』シリーズでは玩具の「ミニマリオ」を工場から盗み出す、玩具が手に入らず癇癪を起こすなど、多少短気で強引なところがあるが、それは単に幼稚な面があるだけで本人に悪気はない。『マリオvs.ドンキーコング2 ミニミニ大行進!』以降はポリーンを攫ってしまうが、この点も先代のイメージを継承している。また、同作のマリオが社長を務めるおもちゃ会社「マリオ・トイ・カンパニー」で働いているという描写もされている。
「ドンキー（まぬけ）」という名前のとおり、ドジで頼りないところもあるため、よくクランキーコングからは説教されており、デビュー作『スーパードンキーコング』のオープニングではクランキーを怒らせてTNTバレル（爆弾）を投げつけられるなど、初期からこのような扱いだった。また同時に、過去に数回クレムリン軍団に誘拐されているというヒーローらしくない経歴を持ち、アニメでも周囲の仲間から酷い仕打ちを受けたことがある。さらに『ドンキーコング トロピカルフリーズ』ではザ・スノーマッズに彼の誕生日パーティを台無しにされただけでなく、島を乗っ取られ氷漬けにされてしまうなど散々な目にあっている。一方で『ドンキーコング64』では、元々クレムリン軍団の一員だったが作戦に反対したため牢に閉じ込められていたクランジーを助けようとしたり、『大乱闘スマッシュブラザーズX』のアドベンチャーモード「亜空の使者」ではクッパの攻撃から自分を犠牲にディディーを助け、代わりに自身は戦闘不能になってしまうという2代目ドンキーらしい優しさを見せた。また、シリーズで活躍が増えるにつれ、クランキーに褒められる方が多くなってきている。なお、「ヒーローである」という点は、性格や行動の結果だけでなく、自ら目指す人物像でもあり、特に高層ビルが立ち並ぶ大都会で活躍するのが夢である。
バナナが大好物で、あきれるほどのバナナ好きと言われており、実際にもバナナを大量に貯蔵していたり、奪われたり潰されたりすると怒るなど、バナナへの思い入れはこの上なく強い。また、力比べや勝負事が好きで『スーパーマリオスタジアム ミラクルベースボール』では自らのパワーを誇示していたり、『いただきストリートDS』では『ドラゴンクエストVI 幻の大地』のキャラクターであるハッサンと力比べをしたりしていた。その怪力は尋常ではなく自身よりも巨大な敵を軽々投げ飛ばしたり、月を片腕で殴り飛ばす程である（いずれも素手で行っている）。後に空中から両拳で敵を攻撃したり、地面を殴って着地することがお決まりとなる。蔓やロープを使った空中アクションも得意であり、日常生活でも地に足が着いていないと例えられるほどである ほか、水中でも呼吸が可能な技能を持っている。器用であり、格闘技や投げなどで吹っ飛ばした敵は狙った箇所へぶつけられる。飛び道具となる技もコングファミリーの中では一番多い。『ドンキーコング64』のオープニングでは、ラジオの音楽に合わせながら片腕や足を浮かせながらの腕立て伏せを披露している。音楽はロックが好きらしく、ラジオから流す音楽は決まってロックやラップである。『ドンキーコンガ』シリーズでは、ディディー共々タルコンガの演奏で有名になりたいと思っている。アーケード版『ドンキーコング』を攻略したり、DSや3DSを持ち歩いてプレイするなど、ゲームも得意としてるようである。
マヌケなキャラクターと扱われることも多いが一方で、発想力や技術力に優れた面もある。『マリオvs.ドンキーコング』では、戦闘用ロボット（木製）を建造し操縦するなどしている。『ドンキーコングリターンズ』では機転が利く一面も見せた。

### 体格
初登場の『スーパードンキーコング』 - 『スーパードンキーコング3』や『マリオパーティ』 - 『マリオパーティ4』ではディディーやディクシー程度の小柄な体格であり、『マリオカート64』以降（『マリオパーティ』 - 『マリオパーティ4』を除く）は巨大化されている（クッパよりやや小さい）。ただ、『ぶらぶらドンキー』や『ドンキーコング ジャングルクライマー』などでは、アートワークでは大柄であるがゲーム上ではグラフィックの関係で小柄な体格に見える。このように、具体的な大きさは決まっているわけではない。

### 周囲との関係
クランキーにしかられたり、ドジな一面と呑気さで周囲をあきれさせることがある一方、実力や仲間想いもあってコングファミリー内でリーダーとして認められている。特に相棒であるディディーコングとは仲が良いが、喧嘩することもある模様。ファミリーの一人であり同じゴリラ仲間のキャンディーコングのことが好きとされるが、後に人間のポリーンがその対象となって持ち前のドジで勘違いし、彼女をさらうなどしている。
元々は『ドンキーコングシリーズ』から初登場したキャラクターであり、ヨッシーやワリオと違ってマリオシリーズから初登場したキャラクターではない。主にマリオシリーズにおいてのドンキーは多くの作品で味方サイドの扱いであり、その他の作品でもマリオたちの味方についていることがほとんどである。後述のように『マリオパーティ』シリーズでは『マリオパーティ5』から『マリオパーティ9』までの作品で、クッパに対する「正義のヒーロー」という位置づけでマリオたちに味方していた（そのかわり、プレイヤーキャラクターではなくなっていた）。ただし、マリオシリーズにおいては基本的にパーティゲーム作品の登場がメインであり、アクションやRPGのマリオシリーズにドンキー本人はほとんど登場していない。マリオ以外のマリオファミリーとの詳細な関係もあまり描写されてはいない。
一方、先述したようにクランキーからの影響や、『大乱闘スマッシュブラザーズX』でのスネークとオタコンの会話でライバル視しているという会話があったりと敵対関係とされる場合もあり、『マリオvsドンキーコング』シリーズではマリオと敵対するものの、実際のところはマリオも彼が悪気があってやっているわけではないことを知っているので、マリオと一緒にミニマリオやミニDKを作ったりどの作品でも最終的に誤解を解いたり、ミニマリオやミニポリーンなど彼が欲しがっているのをプレゼントして仲直りするなど、基本的には仲が良い。ポリーンもドンキーのことを理解しているため嫌いではなく、むしろ非常に好意的であり、ドンキーも彼女が好きなのでさらう以上の危害は加えず紳士に接している。
キングクルールとは常に対立した仲であるが、『ドンキーコング64』の真エンディングでは彼と遊んでおり、GBA版『スーパードンキーコング』のエンディングでは気軽に会話している場面がある。『ドンキーコングジャングルクライマー』のスタッフロール画面では、バナナ星で倒した彼を連れ帰っていることがわかる。

## 担当声優
チャールズ・マーティネー
「Donkey Kong in Real Time」で声を担当。
ケヴィン・ベイリス
開発スタッフの一人。『スーパードンキーコング』で担当。
グラント・カークホープ
開発スタッフの一人。『ドンキーコング64』で声を担当し、『マリオゴルフファミリーツアー』や「マリオvs.ドンキーコング シリーズ」でも使用されている。
リチャード・イヤーウッド
テレビアニメ版『Donkey Kong Country』で担当。
山寺宏一
テレビアニメ版『ドンキーコング』（上記アニメ『Donkey Kong Country』の日本語版）と一部のTVCMで担当。
長嶝高士
ゲーム作品全般で声を担当。ドンキーコングシリーズでは『ドンキーコングジャングルビート』、マリオシリーズでは『マリオテニスGC』から声を担当し、『ドンキーコング リターンズ HD（2025年）』、『スーパーマリオパーティ ジャンボリー（2024年〜2025年）』までのほぼ全てのゲーム作品で声を担当した。
武田幸史
『ザ・スーパーマリオブラザーズ・ムービー』特別日本語版にて声を担当した後、長嶝高士から引き継ぐ形でゲーム作品全般でも声を担当。ドンキーコングシリーズでは『ドンキーコング　バナンザ』、マリオシリーズでは『マリオカート ワールド』から声を担当している。
サウンドエフェクト
「大乱闘スマッシュブラザーズシリーズ」では声優は起用されず、サウンドエフェクトが使用されている。
セス・ローゲン
『ザ・スーパーマリオブラザーズ・ムービー』原語版にて声を担当。

## 歴史
各作品の項も参照の事
スーパードンキーコング（1994年）
ドンキーコングシリーズの初代ドンキーの孫として登場し、主役となった。
キングクルール率いるバナナ泥棒団クレムリンを相手に、ジャングルのヒーローとして冒険を繰り広げた。地面に両手を打ち付ける「ハンドスラップ」という技で小規模な地震を起こせる程の力を持ち、地面に埋まったアイテムを見つけることもできる。その一方でジャンプ力、素早さもまずまずで、ヒーローとして申し分ない能力を持つキャラクターだった。
スーパードンキーコング2（1995年）
ヒーローとして活躍した前作と打って変わって、キャプテンクルールに捕まりディディーとディクシーの助けをひたすら待つという情けない役回りとなってしまった。しかし、彼らの戦闘中に自力でロープを解き、キャプテンクルールを倒すことができたため、なんとか面目は保つことができた。
スーパードンキーコング3（1996年）
今度はディディーと共にバロンクルールに捕らえられ、2作にも渡ってクレムリンにさらわれることとなってしまった。最後にはディクシーとディンキーによって二人揃って無事に助けられた。その際には二人を褒めており、同時にゲーム中で初めてテキストで喋ることになる。
マリオカート64（1996年）
この作品でマリオシリーズに初参戦を果たす。重量級として巨大化され、その体格を生かしたパワフルなプレイで以降のマリオシリーズの定番キャラクターとなっていった。
その後も『マリオパーティ』（1998年）、『マリオゴルフ64』（1999年）、『マリオテニス64』（2000年）といった様々なシリーズに登場していき、本格的に2代目もマリオファミリーのメインキャラクターの一人となる（初代ドンキーやドンキーコングJr.はマリオシリーズに登場しなくなった）。『大乱闘スマッシュブラザーズ』シリーズにも出演し、ますます幅広く活躍するようになる。ただし、『マリオパーティ』シリーズにおいては当初はプレイヤーキャラクター扱いだったが、『マリオパーティ5』（2003年）以降は司会、進行などのサブキャラクターになった（敵としては登場しない）が、『マリオパーティ10』（2015年）でプレイヤーに復帰。以降は『マリオパーティ100 ミニゲームコレクション』（2017年）を除きプレイヤーキャラクターとして参戦している。
ドンキーコング64（1999年）
主役として登場。多彩な技とココナッツ・キャノンなどの強力な武器が与えられ、以前にも増して力強く、頼れるリーダーキャラクターとなっている。ただ、「パワー」という点においては、より力強いチャンキーコングの登場により発揮する機会が少なかった。この作品においては従来と異なり常時二足歩行となっている。
2002年、レア社がマイクロソフトへ買収される。しかし、ドンキーとその仲間であるコングファミリーは任天堂が版権を所有し、引き続き活躍を続ける（2008年まではクルールたちクレムリン軍団も同じく登場していた）。2003年の『マリオゴルフファミリーツアー』でマリオシリーズに初出演した相棒のディディーとの共演を果たし、以降も『マリオカート ダブルダッシュ!!』や『マリオテニスGC』などで彼と出演するようになる。
マリオvs.ドンキーコング（2004年）
マリオとは初めて敵対関係となり、以降のシリーズではかつての祖父のようにマリオと闘う機会が多くなった。
ドンキーコングジャングルビート（2004年）
王の中の王を目指すという理由で旅立つ（Wii版では、ジャングルの住民を助けるために悪者を退治するという話になっている）。珍しく他のコングが登場せず、誰とも組むことなく単独で冒険することになる。パンチやキック、宙返りや壁ジャンプを繰り広げ、ドンキーシリーズの中でもパワーや身軽さを存分に活かしている。また、拍手することによって手から音波を発する新たな技を見せている。様々な表情も見ることができる。
ぶらぶらドンキー（2005年）
キングクルールに盗まれたウィナーメダルを取り戻すために旅立つ。ミニゲームでは誰でも扱いやすいバランスキャラクターとなっている。声は『ドンキーコング64』のものと同じ。
ヨッシーアイランドDS（2006年）
今作ではドンキーコングではなく、ベビィDKが登場する。2代目との関連性は明らかになっていないが、見た目は2代目に似ている。なお、このベビィDKは他にも2008年の『スーパーマリオスタジアム ファミリーベースボール』にも出演している。
マリオvs.ドンキーコング2 ミニミニ大行進!（2007年）
人間のポリーンに一目惚れをし、勘違いからさらってしまうが優しい態度をとる。以降のシリーズでは彼女をさらってマリオと対決し、真のエンディングで仲直りするというパターンになっている。
ドンキーコング たるジェットレース（2007年）
今作では彼専用の装備「ネオジェット」（全性能が最高値のマシン）が与えられるなど、主人公らしい扱いを受けている。アタックはパンチで攻撃する。
ドンキーコング ジャングルクライマー（2007年）
さんさん島で皆と一緒にバカンスを楽しんでいたが、クレムリン軍団にクリスタルバナナを奪われて困っていたバナナ星人に協力して旅立つ。終盤では、異次元やバナナ星など今までにない大規模な冒険をする。最終的にキングクルールから宇宙を救うという大役を果たし、バナナ星人が住まうバナナ星の英雄になる。
マリオ&ソニック AT バンクーバーオリンピック（2009年）
前作にあたる『マリオ&ソニック AT 北京オリンピック』ではマリオ側の隠れキャラクターとして登場する予定ではあったものの結局登場せずじまいだったが、今作では新キャラクターとして登場し、ソニックシリーズのキャラクターと初共演となった。アドベンチャーツアーズではマリオやソニックの仲間キャラクターの1人として登場し、バナナを崖に落として困っていたところを、マリオとソニックたちと同行しているシルバーの超能力で拾ってもらう。そのお礼に仲間になる約束をするが、シルバーの実力を知るために勝負する。敗北後はシルバーの実力を認め、シルバーから「俺たちは仲間だろう」と言われ、改めて仲間になる。その後、木登りを勝負を申し込むが断られた。
ドンキーコング リターンズ（2010年）
動物たちを催眠術で操ることができる謎の魔物「ティキ族」にバナナを奪われてしまう。ドンキーもティキ族の一体に催眠術を施されるが、二代目のドンキーコングは催眠術で操ることができない特別なゴリラらしく、催眠術が全く効かなかった。ドンキーはそのままティキ族の一体を殴り飛ばし、バナナを取り戻すために旅立つ。ジャングルビート同様、様々な表情を見ることができ、以後のシリーズでも受け継いでいる。操作を放っておくとDSで遊ぶ。ディディーはピーナッツ・ポップガンを使えるにもかかわらず、ドンキーはココナッツ・キャノンを使用できない。
ドンキーコング トロピカルフリーズ（2014年）
ザ・スノーマッズによって乗っ取られたドンキーコングアイランドを取り戻しに行くことになる。ディディーに加え、初めてディクシーやクランキー（彼の場合はプレイアブルキャラクターとして）と旅を共にする。ボスとの戦闘開始時には水中でもお構いなしにドラミングをする。またもやココナッツ・キャノンを使用することはできない。
ドンキーコング バナンザ（2025年）
黄金のバナナ「バナモンド」を目指してインゴス島に単身で訪れたところ、今作の敵役であるヴォイドカンパニーの手によってインゴス島もろとも地下深くまで落とされてしまう。のちに今作の相棒となる少女・ポリーンと出会い、彼女と共にどんな願いをも叶える力を持つ「バナルート」を求め、バナルートが封印されている星の中心を目指す事になる。今作および『マリオカート ワールド』よりドンキーコングのデザインが『ザ・スーパーマリオブラザーズ・ムービー』に近い容姿に変更された。

## パロディ
『スーパーマリオRPG』では「ドソキーユング」や「バーレルコング」というドンキーコングそっくりの敵キャラクターが登場している。本物はゲーム中に登場しない。こちらはトゲの生えた頭輪、腕輪、足輪を身につけており、足からは鉄球を引きずっている。またドソキーユングにスペシャル技「なにかんがえてるの」を使用すると「フィクションです。じっさいの人物には、いっさい関係ありません。」というジョークメッセージが表示される。英語版ではドソキーユングは「ゴリラ (gorilla)」と「ゲリラ (guerrilla)」をもじった「Guerrilla」という名前、バーレルコングは「Chained Kong」という名前で登場する。
『マリオ&ルイージRPG』では、幽霊船でのタルを使ったミニゲームに、ドンキーコングの骸骨のようなキャラクターである「ビィンキー」が登場した。

## 登場作品

### ドンキーコングシリーズ
- スーパードンキーコング
  - スーパードンキーコングGB
  - ドンキーコング2001
  - スーパードンキーコング ※GBA版
- スーパードンキーコング2 ディクシー&ディディー
  - ドンキーコングランド
  - スーパードンキーコング2 ※GBA版
- スーパードンキーコング3 謎のクレミス島
  - ドンキーコングGB ディンキーコング&ディクシーコング
  - スーパードンキーコング3 ※GBA版
- ドンキーコング64
- ディディーコングパイロット（発売中止）
- ドンキーコングジャングルビート ※GC版、Wii版
- ぶらぶらドンキー
- ドンキーコング ジャングルクライマー
- ドンキーコンガ
  - ドンキーコンガ2 ヒットソングパレード
  - ドンキーコンガ3 食べ放題!春もぎたて50曲♪
- ドンキーコング たるジェットレース
- ドンキーコング リターンズ
  - ドンキーコング リターンズ 3D
  - ドンキーコング リターンズ HD
- ドンキーコング トロピカルフリーズ ※Wii U版、switch版
- ドンキーコング バナンザ

### マリオシリーズ
- マリオカートシリーズ（『マリオカート64』以降登場）
- マリオパーティシリーズ（『マリオパーティ5』 - 『マリオパーティ9』は操作不可。『マリオパーティ アドバンス』、『マリオパーティ アイランドツアー』は未登場。『マリオパーティ10』、『 マリオパーティ スターラッシュ』でプレイヤーキャラに復帰）
- マリオゴルフシリーズ
- マリオテニスシリーズ
- マリオストライカーズ
  - マリオストライカーズ チャージド
  - マリオストライカーズ バトルリーグ
- スーパーマリオスタジアム ミラクルベースボール
  - スーパーマリオスタジアム ファミリーベースボール
- マリオvs.ドンキーコングシリーズ
  - マリオvs.ドンキーコング2 ミニミニ大行進!
  - マリオvs.ドンキーコング ミニミニ再行進!
  - マリオvs.ドンキーコング 突撃!ミニランド
  - マリオ AND ドンキーコング ミニミニカーニバル
  - マリオvs.ドンキーコング みんなでミニランド
- マリオバスケ 3on3
- MARIO SPORTS MIX
- マリオスポーツ スーパースターズ
- ドクターマリオ ワールド

### その他・ゲスト出演
1999年
- ニンテンドウオールスター! 大乱闘スマッシュブラザーズ

2001年
- 大乱闘スマッシュブラザーズDX

2005年
- 役満DS※Wi-Fi対応版にも登場。

2007年
- いただきストリートDS
- ヨッシーアイランドDS（ベビィDKとして登場）

2008年
- 大乱闘スマッシュブラザーズX

2009年
- パンチアウト!!（Wii版）※隠しボスキャラクターとして登場
- マリオ&ソニック AT バンクーバーオリンピック ※前作『マリオ&ソニック AT 北京オリンピック』にも登場する予定だったが、取り消された（データ自体は残っている）[要出典]。

2011年
- いただきストリートWii
- マリオ&ソニック AT ロンドンオリンピック

2013年
- マリオ&ソニック AT ソチオリンピック

2014年
- 大乱闘スマッシュブラザーズ for Nintendo 3DS / Wii U

2015年
- スーパーマリオメーカー ※「キャラマリオ」の一種として登場
- Skylanders SuperChargers

2016年
- マリオ&ソニック AT リオオリンピック

2018年
- 大乱闘スマッシュブラザーズSPECIAL

2019
- マリオ&ソニック AT 東京2020オリンピック

2020年
- ペーパーマリオ オリガミキング ※ハリボテの被り物が登場

### amiibo
- 2014年12月6日に『大乱闘スマッシュブラザーズシリーズ』のamiiboが発売された。
  - 『ONE PIECE 超グランドバトル! X』では「フランキー×ドンキーコング」のコスチューム連動がある。今作のゲームとフィギュアの融合による作成に集英社、東映アニメーション、任天堂の協力を得ているとゲームプロデューサー・中島光司の公言があった[9]。
  - 『エースコンバット3D クロスランブル』ではスペシャルコラボ機体に対応。